# Meußlitz
Meußlitz ist ein Stadtteil im Südosten der sächsischen Landeshauptstadt Dresden. Er befindet sich am Stadtrand in der gleichnamigen Gemarkung, die zum Stadtbezirk Leuben gehört.

## Geografie
Meußlitz liegt zehn Kilometer südöstlich des Dresdner Stadtzentrums, der Inneren Altstadt, mitten im Elbtalkessel. Benachbarte Gemarkungen sind die Dresdner Stadtteile Zschieren im Osten, Kleinzschachwitz im Norden, Großzschachwitz im Westen und Sporbitz im Südwesten. Im äußersten Süden grenzt auf einem sehr kurzen Abschnitt entlang der hier verlaufenden Stadtaußengrenze Dresdens bereits der Heidenauer Stadtteil Mügeln an. Die Gemarkung Meußlitz gehört zum statistischen Stadtteil Kleinzschachwitz.
Der alte Dorfkern heißt Am Teich und liegt am nordöstlichen Rand eines alten und weitgehend trocken liegenden Elbarms, der gegenüber von Birkwitz von der Elbe abzweigt und mit dieser gemeinsam die Stadtteile Zschieren, Meußlitz, Kleinzschachwitz und Laubegast einschließt, bis er in Tolkewitz wieder auf die eigentlichen Elbwiesen trifft. Beim Elbhochwasser 2002 wurden einige Teile von Meußlitz über diesen Elbarm geflutet. Gegenüber der Straße Am Teich, auf der anderen Seite des alten Elbarms, liegt Altsporbitz, der historische Ortskern des ehemaligen Meußlitzer Nachbardorfs Sporbitz. Der Elbarm wird in diesem Bereich vom Brüchigt- oder Brüchichtgraben durchflossen. Der Boden von Meußlitz besteht aus schwach lehmigem Sand, worauf auch der Straßenname Am Sand verweist, und steht somit im Gegensatz zum Lehmboden in Sporbitz.
Während der Südwesten der Gemarkung als natürliches Überschwemmungsgebiet weitgehend von Bebauung freigehalten wurde, stehen nördlich und östlich des Ortskerns mehrere Wohnsiedlungen, die einen fließenden Übergang nach Kleinzschachwitz und Zschieren herstellen. Die beiden wichtigsten Straßen in Meußlitz, das abseits größerer Hauptstraßen liegt, sind die nach Zschieren führende Struppener und die in Richtung Kleinzschachwitz verlaufende Meußlitzer Straße. Ein öffentliches Verkehrsmittel, das Meußlitz durchfährt, ist die Buslinie 65 der Dresdner Verkehrsbetriebe. Im benachbarten Kleinzschachwitz besteht außerdem Anschluss an die Straßenbahnlinie 2 sowie die Buslinien 86 und 88, im Nachbarort Sporbitz besteht über den Haltepunkt Zschachwitz außerdem Anschluss an die S-Bahn.

## Geschichte
Das Dorf Meußlitz entstand als Rundling und war mit einer Blockflur ausgestattet. Der Ortsname ist sorbischen Ursprungs und leitet sich ab von Mysl, dem Personennamen eines altsorbischen Lokators (von myslić, „denken“). Frei übersetzt handelt es sich bei Meußlitz demnach um den Ort des Mysl bzw. des Denkers. Im Jahre 1350 wurde es als Miselicz erstmals erwähnt. Der Ortsname entwickelte sich anschließend im 15. Jahrhundert über Mißelicz, Mießlicz, Misselwitz und Mewselwitz hin zu Meißlitz, das 1501 genannt wird und der heutigen Form bereits sehr nahekommt. Um 1590 heißt der Ort Meuselitz; 1791 taucht dann erstmals die heutige Schreibweise des Stadtteils auf. Noch im Jahre 1875 besteht neben Meußlitz auch die Form Meißlitz.

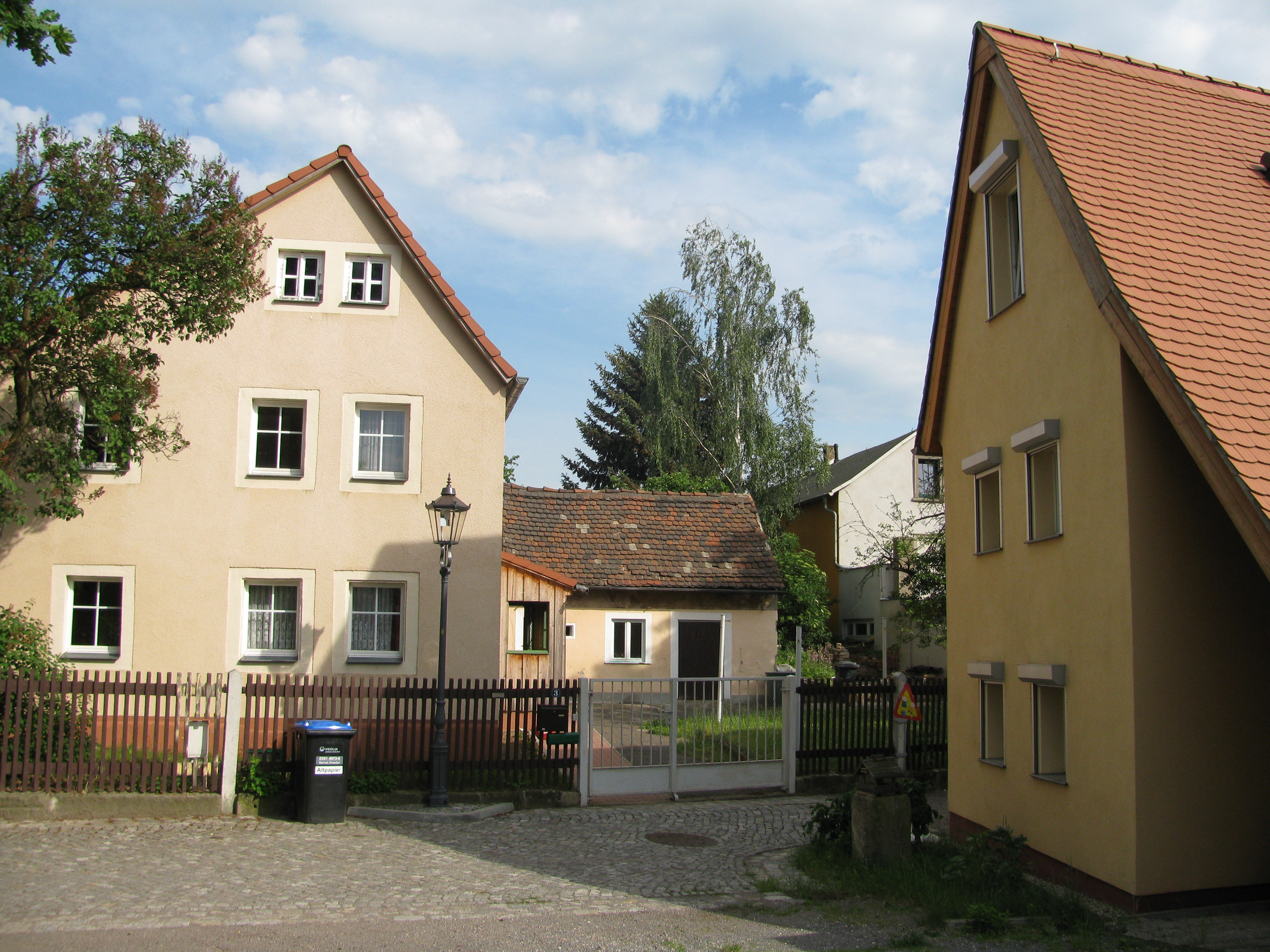
Dorfkern „Am Teich“

Zunächst befand sich Meußlitz, das nur wenige Gehöfte umfasste, bis 1559 im Besitz der sächsischen Adelsfamilie von Körbitz, so zum Beispiel von Melchior von Körbitz, der Mitte des 16. Jahrhunderts Gutsherr von Meusegast war. Johann Siegmund von Liebenau übte um 1660 als Besitzer des Rittergutes Zehista die Grundherrschaft aus; bis 1832 blieb das Dorf Meußlitz an dieses Rittergut angeschlossen. Administrativ gehörte es ursprünglich zum Distrikt Dresden, kam aber schon Ende des 16. Jahrhunderts zum Amt beziehungsweise zur späteren Amtshauptmannschaft Pirna. Nachteilig wirkte sich die Lage des Dorfes nahe dem Endpunkt des Kulmer Steigs aus, der häufig Schauplatz größerer Truppendurchzüge war. So kam es während des Dreißigjährigen Kriegs im Jahre 1634 zur Zerstörung einiger Häuser durch kurbrandenburgische Truppen; die betroffenen Grundstücke lagen zum Teil noch Jahrzehnte später wüst. Im Vorfeld der Völkerschlacht bei Leipzig brannten einer Inschrift an einem Haus im Dorfkern zufolge fünf Güter und drei Häuser in Meußlitz ab; damit war etwa die Hälfte des Dorfs vernichtet worden. Einige der alten Bauerngehöfte sind jedoch erhalten geblieben; in der unmittelbaren Umgebung des Dorfkerns stehen außerdem bis heute noch einige Häusleranwesen sowie der alte Dorfgasthof, der früher spöttisch als Plumpe bezeichnet wurde und heute auch offiziell so heißt.
In Meußlitz wurde hauptsächlich Landwirtschaft betrieben; man baute vorwiegend Roggen, Gerste, Hafer und Kartoffeln an. Da der Boden aber nährstoffarmer und trockener als im Nachbarort Sporbitz ist, fand sich kein geeignetes Weideland, was die Möglichkeiten zur Viehzucht einschränkte. Eingepfarrt war Meußlitz ursprünglich nach Dohna; ab 1897 bildeten die Meußlitzer Einwohner gemeinsam mit Klein- und Großzschachwitz sowie Sporbitz und Zschieren die Zschachwitzer Stephanusgemeinde. Die Stephanuskirche ist seit dem Sommer 2017 Radwegekirche unweit des Elberadwegs und angesichts des Reformationsjubiläums Standort einer Luthereiche. Die Meußlitzer Kinder gingen in die Kleinzschachwitzer Schule, bis im Jahre 1900 ein eigenes Schulgebäude fertiggestellt wurde, das heute die 91. Grundschule beherbergt. Im Jahre 1922 wurde Meußlitz in die ein Jahr zuvor entstandene Gemeinde Zschachwitz eingegliedert, nachdem ein angestrebter Zusammenschluss mit Kleinzschachwitz und die daraus resultierende Eingemeindung nach Dresden gescheitert war. Die Gemeinde Zschachwitz erwarb sechs Jahre später ein bereits 1828 angelegtes Gartengrundstück nördlich des Meußlitzer Dorfkerns und ließ es zum Volkspark Meußlitz umgestalten. Zwischen 1895 und 1925 entstanden in Meußlitz viele Wohnsiedlungen für die Arbeiter der Zschachwitzer und Niedersedlitzer Betriebe, wodurch die landwirtschaftlichen Flächen drastisch verkleinert wurden und Meußlitz sich weitg über seinen Ortskern ausdehnte. Am 1. Juli 1950 wurde Meußlitz als Teil von Zschachwitz nach Dresden eingegliedert. Der Dorfteich in der Mitte des Am Teich genannten alten Dorfkerns lag nach 1945 trocken und wurde nach der Wende renaturiert.

### Einwohnerentwicklung
| Jahr | Einwohner                              |
| ---- | -------------------------------------- |
| 1547 | 6 besessene Mann, 2 Gärtner            |
| 1764 | 6 besessene Mann, 4 Gärtner, 8 Häusler |
| 1834 | 87                                     |
| 1871 | 116                                    |
| 1890 | 358                                    |
| 1910 | 1546                                   |

## Personen
- Christian August Pescheck (1760–1833), Arzt und Schriftsteller, zeitweiliger Besitzer eines Landguts in Meußlitz
- Alfred Fritzsche (1898–1985), Maler und Grafiker
- Hans Eggert (* 6. Januar 1946 in Zschachwitz-Meußlitz), ehemaliger Chefredakteur verschiedener Zeitungen